# 布施美樹

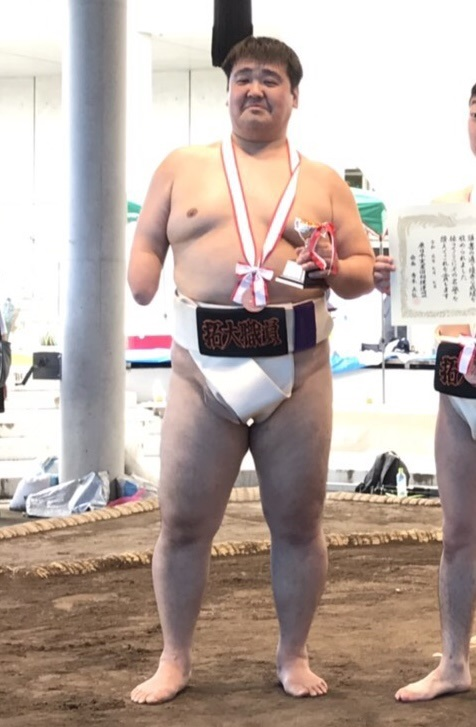
2018年に現役復帰した翌年、東日本実業団相撲選手権大会で大将として出場し団体三位入賞を果たした際の様子。

布施 美樹（ふせ よしき、1974年5月8日 - ）は、北海道出身の高校教諭、右前腕が大きく欠損しているアマチュア相撲選手。

## 来歴・人物
北海道檜山郡上ノ国町出身。生まれは青森県つがる市（旧木造町）。8歳の時に農作業用カッターに右腕を巻き込まれ、肘から下を切断。怪我のあと、母親の勧めで書道と珠算を、父の勧めで柔道を習い始め、中学を卒業するまでに珠算二級、柔道初段、書道弐段を取得。高校・大学では相撲部に所属。相撲は五段。北海道大野農業高等学校、拓殖大学政経学部政治学科を卒業。大学時代に当時の柔道部監督を務めていた岩釣兼生の勧めで柔道は二段を取得している。
高校時代は北海道大会で2年連続個人優勝、3年次にインターハイにてベスト8入りを果たす。全国大会では対馬竜太（元幕内岩木山竜太、現関ノ戸親方）や坂本正博（時津海正博、元時津風親方）、熊谷涼至（元関取海鵬涼至、元谷川親方）などと対戦経験があり、対馬選手には勝利している。同じくこの年に『NHKのど自慢』に出場し合格している。
大学時代は岡部光国（元十両　玉ノ国）・新（元幕内、玉乃島）兄弟や斉藤直飛人（元幕内、追風海）らと対戦している。個人での実績はないが、3年次からレギュラーとして全国大会へ出場。4年次に主将を務めた。二学年上で大学2年次の部屋長に栃の山博士(山田博士)が、一学年上の先輩には平成24年1月場所を以って引退し竹縄親方となった元関脇の栃乃洋泰一（後藤泰一）がいた。
大学卒業後の1997年4月、アトランタオリンピック金メダリストの野村忠宏や銅メダリスト有森裕子らと共にユネスコ・日本フェアプレー賞を受賞。社会人となってからは霜鳥典雄（元関取、霜鳥）や垣添徹（元関取、垣添、現雷親方）らと対戦している。1年間の就職浪人を経て1998年に拓殖大学第一高等学校地歴・公民科教諭として教壇に立つ。着任当初は数年経験を積んで北海道の中学教諭を目指す予定だったが、どの地であっても｢道産子魂」を持ってさえすればかわらないことを自覚し、東京都で教員生活を全うする覚悟を決める。国体は通算8回、1998年の全日本相撲選手権大会にも出場。1999年に半生を綴った『魂の挑戦』が出版された。2001年に相撲部も土俵もない中、布施を慕って入学して来た市川拓真（のちに相撲部の第一期生：相撲部ヘッドコーチ）と創立以来初の相撲同好会を発足。2002年に当時顧問を務めていた柔道部の後任者がいなかったため、合併した形で柔道・相撲部として同好会からの昇格が認められた。2005年には校舎移転とともに相撲道場が設立されたこともあり、正式に相撲部へ昇格。相撲部創設の夢を実現し、市川拓真（1期生）・金子尚平（7期生）・雑賀裕亮（11期生）らをインターハイ出場、市川拓真（1期生：2〜3年次）・金子尚平（7期生：2〜3年次）・眞田康平（8期生）・雑賀聖（12期生）らを国民体育大会に東京都代表として送り出し、雑賀聖（12期生）は創部初の全国高等学校相撲選抜大会100㎏級出場を果たしている。同校のOBで、拓殖大学へ進学した阿部皓世は、全国学生相撲体重別選手権大会75㎏未満級で平成19年と平成20年で二連覇を果たしている。そのほかにも、長谷川道場（戸田）・朝霞相撲道場・府中住吉相撲道場・三鷹相撲クラブなどの少年相撲の指導経験がある。元関取の境澤賢一（本名もそのまま）は、中学2年次に長谷川道場にて指導をしていた教え子で、早稲田大学出身で関取となった皇風俊司（本名・直江俊司）は府中住吉相撲道場の教え子である。また、脱サラ力士で有名な幕内力士の一山本大生は大野農業高等学校相撲部の後輩で、高校時代は夏合宿で一山本に胸を貸し、一山本が大学進学で東京へ行くと布施の教え子たちに胸を貸しに拓大一高へ足を運ぶといった関係性にあった。
大学4年次に当時拓殖大学柔道部の監督であった岩釣兼生の要望で女子柔道部員を数人指導し、第1回全日本新相撲選手権大会にて軽量級・重量級・無差別級の3階級で優勝、中量級で準優勝という結果を残している。その中の無差別級で優勝した築比地里絵は、後の世界チャンピオンにも輝いた。
大学時代は体育寮での寮生活を行っていて、寮内は相撲部のほかに柔道部・レスリング部・ボクシング部と共に過ごしていた。大学2年次からレスリング部のコーチにソウルオリンピック・バルセロナオリンピックに出場し、その後多くのオリンピックメダリストを輩出した西口茂樹氏が就任し、トレーニング指導を受けていた。大学四年次の一年生には、のちに総合格闘家を経て拓殖大学レスリング部監督となる須藤元気がいた。
着任当初、女子ソフトテニス部の顧問を務め、自身も一緒になって取り組んでいた。翌年からは柔道部の顧問を任せられるが、いつかは相撲部創設を目標としていたため、当時の学校長に一度断っている。しかし、学校長の強い要望もあり、中学までと大学での経験を元に柔道部顧問を引き受け、大学の後輩である堺千陽（福岡県柳川高等学校出身）をコーチとし、2002年には女子団体戦において関東大会出場を果たしている。支部大会においても、個人優勝者を数名輩出している。ちなみに、柔道は小学校3年から中学校3年までの7年間上ノ国スポーツ少年団で森秀行先生の元で学び、大学時代は相撲部が毎週月曜日に稽古休みだったため柔道部監督の岩釣兼生の了承を得て大学2年次より週に1回稽古に参加していた。当時の柔道部には一学年先輩に村上和成、一学年後輩に妹尾ひでみ・武田美智子らがいた。また、柔道部の合同稽古に参加していたソウル五輪銅メダル、バルセロナ五輪・アトランタ五輪銀メダリストの田辺陽子やアテネ五輪金メダリストの園田教子（旧姓：阿武教子）らとの交流があった。柔道部顧問時代は、堺コーチの人脈や大学時代の柔道界とのつながりからコマツや金沢学院大学などで合同稽古を行うこともあった。
2008年10月20日に長女を授かったことを、拓一相撲部のブログに報告している。
2018年、拓殖大学職員として採用された第93代学生横綱の黒川宏次朗とともに拓殖大学教職員チームとして実に11年ぶりに現役復帰を果たし、2019年の東日本実業団相撲選手権大会にて二部団体戦第三位入賞を果たした。また、2018年の東日本実業団相撲選手権大会での現役復帰の際に活躍した内容が産経新聞（埼玉版）に掲載されたが、その際の取材を担当した記者が自身の教え子である川上響（拓殖大学第一高等学校2012年度卒で法政大学OB）氏であったりと感慨深い現役復帰となった。
2022年3月31日をもって23年間務めた拓殖大学第一高等学校を退職したが、翌日の2022年4月1日より公立高校教員（これにより地方公務員扱いとなる）母校の大野農業高等学校教諭・相撲部顧問として、公立高校での教師生活を開始した。今後は「道産子魂」から23年間培った教師スタイルの基盤である「拓一魂」を胸に、第二の教員生活がスタートしている。
2025年3月場所より初土俵を踏んだ放駒部屋の北斗洋快夢（小山内快夢）は、相撲部指導者として自身初の大相撲入門者となった。

## 関連書物
- 魂の挑戦（1999年）　著：今田柔全　出版社：福昌堂 ISBN 4892247286

## テレビ番組
- ドキュメンタリー人間劇場　土俵の青春　片腕の高校生力士（テレビ東京）
- 奇跡体験!アンビリーバボー（フジテレビ）
- 本パラ関口堂書店（テレビ朝日）
- ナビゲーター21　たった一人の相撲部員（テレビ東京）
- 24時間テレビ（日本テレビ）
- ＴＨＥ名門校 日本全国すごい学校名鑑（BSテレビ東京）
- ごっつあん！ふるさと感謝メシ　～若元春・一山本　北海道函館場所～（ＢＳ日テレ）
- どさんこワイド（ＳＴＶ（日テレ系列））
- 24thテレビ（ＳＴＶ（日テレ系列））